# Peterson of Dublin

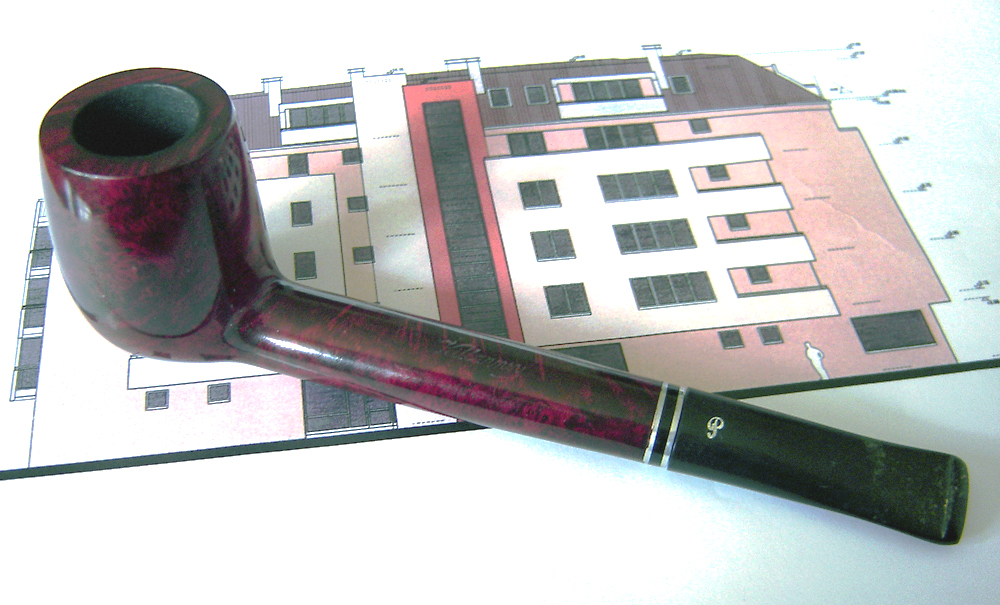
Трубка Peterson

Peterson of Dublin (полное название Kapp & Peterson) — ирландская табачная компания, занимающаяся производством сигар, трубочного табака (до 2018 года), курительных трубок и аксессуаров к ним.

## История
История компании началась в 1865 году, когда два эмигранта из Германии, братья Фридрих и Хайнрих Каппы (Friedrich и Heinrich Kapp) открыли в Дублине табачный магазин в подвале которого располагалась небольшая мастерская. Через некоторое время к ним присоединился третий компаньон — эмигрант из Латвии, Карл Петерсон (Charles Peterson). Новшества привнесенные Петерсоном позволили фирме, носящей теперь название «Kapp & Peterson», в кратчайшие сроки приобрести огромную популярность на родине. А в 90-х годах, практически одновременно, Петерсон патентует два изобретения, применяемые в наши дни многими производителями.

## Табак
С 2018 года торговая марка табака Peterson принадлежит компании Scandinavian Tobacco Group (Дания).
| Марки табака     | Тип смеси  | Нарезка      | Состав                                                           |
| ---------------- | ---------- | ------------ | ---------------------------------------------------------------- |
| Irish Flake      | Английская | Flake        | Вирджиния, Кентукки                                              |
| University Flake | Английская | Flake        | Берли, Вирджиния, Кентукки, Красная Вирджиния, Zimbabwean Orange |
| Irish Whiskey    | Английская | Ready rubbed | Берли, Вирджиния, Кентукки                                       |
| Irish Oak        | Английская | Ribbon cut   | Берли, Кавендиш, Перик, Zimbabwean Orange                        |
| Sherlock Holmes  | Английская | Ribbon cut   | Вирджиния, Бразилия, Красная Вирджиния                           |
| Sunset Breeze    | Английская | Ribbon cut   | Вирджиния, Берли, Чёрный Кавендиш                                |

## Дополнительная информация
Неясная до конца история — это связь трубок Peterson с Шерлоком Холмсом, знаменитым героем Артура Конана Дойля. С одной стороны, всем сколько-нибудь интересовавшимся этим вопросом известно: Холмс курил трубки Peterson. С другой же — очень трудно найти этому документальное подтверждение. Зато доподлинно известно, что сам Конан Дойль предпочитал продукцию именно этой компании — как и Марк Твен, он отдавал должное трубке с известным клеймом Peterson. Так или иначе, но связью с популярными героями и авторами владельцы компании «Kapp & Peterson» воспользовались сполна: коллекционные серии «Шерлок Холмс» и «Марк Твен Де люкс» ещё более увеличили популярность трубок Peterson среди курильщиков всего мира.